# Верхні Серги
Верхні Серги́ (рос. Верхние Серги) — селище міського типу у складі Нижньосергинського району Свердловської області. Адміністративний центр та єдиний населений пункт Атізького міського поселення.

## Населення
Населення — 5622 особи (2019; 6105 у 2010, 6629 у 2002).

## Історія
Виникло як поселення при Верхньо-Сергинському залізовиробничому заводі, заснованому Микитою Демидовим на річці Серзі. Дозвіл на будівництво було дано Берг-колегією 20 вересня 1740 року
Спочатку завод планували обнести фортечною стіною для захисту від набігів башкирів, однак фортеця так і не була збудована.